# August Adler (Fotograf)
Adam August Adler (* 6. März 1841 in Mühlhausen; † 18. Januar 1916 in Dresden) war ein deutscher Fotograf, der den Titel Hofphotograph führte und hauptsächlich Porträts anfertigte.

## Leben

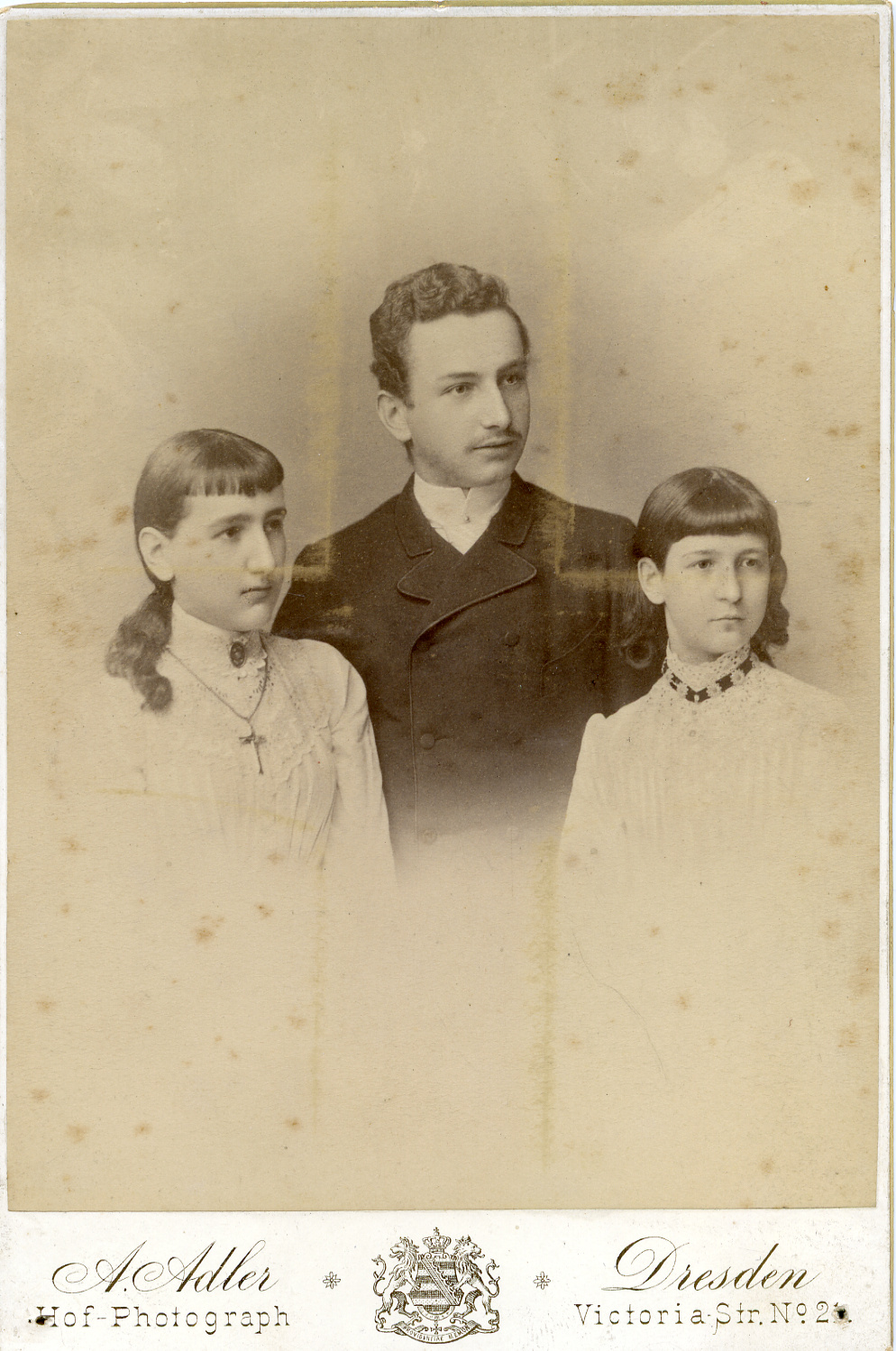
Beispiel für ein Gruppenbild von August Adler, um 1880

Er war der Sohn des Landwirts Johann Gottlieb Adler aus dem sächsischen Vogtland. Nach dem Schulbesuch begann er eine Lehre als Fotograf. Er trat am 18. Februar 1870 in die ein Jahr zuvor gegründete „Photographische Gesellschaft zu Dresden“ (Gründung 15. Oktober 1869) ein und eröffnete gemeinsam mit Eduard Kühnel in der Victoriastraße 21 (im Jahre 1893 geändert in Nr. 22) das Photographische Atelier „Adler & Kühnel“ in Dresden. Nachdem Ende 1873 Eduard Kühnel das gemeinsame Geschäft verlassen hatte, führte August Adler das Fotoatelier weiter.
Bekanntheit erlangte er u. a. durch seine Beteiligung an der Ausstellung des sächsischen Handwerks und Kunstgewerbes 1896, die er durch Fotografien in Platin-, Pastell-, Aquarell- und Ölfarbenübermalung bereicherte.
Im Jahre 1898 setzte er sich im Alter von 56 Jahren und unverheiratet zur Ruhe und verkaufte sein Fotoatelier an den Fotografen Raphael Arthur Bossard-Schlegel, den Sohn von Raphael Schlegel. Dieser führte das Fotoatelier unter der Bezeichnung „Aug. Adler Nachf.“ bis Ende 1910 weiter.
Das Fotoatelier in der Viktoriastraße 22 bestand bis 1932, zuletzt im Besitz von Alois Wagner, der hier ein Photographie- und Schmuckwarengeschäft betrieb und darin u. a. um 1930 für eine „Proletarische Weihnacht“ warb. Das Haus wurde beim Bombenangriff am 13./14. Februar 1945 zerstört.

## Ehrungen
- Erbprinz Georg von Sachsen ernannte ihn zum Hofphotograph.